# C17H12O3
化学式C17H12O3（摩尔质量：264.28 g/mol）可以指以下化合物：
- 丹参内酯，CAS号：105351-70-0
- 新丹参内酯，PubChem CID：10264769

|  | 这个同类索引页列出了具有相同分子式的化学物（即同分異構體）条目。 除非您是有意链接至本页，否则应将相应条目的内部链接指向正确的条目。 |